# Реал Фарма
«Реал Фарма» — український футбольний клуб з міста Одеса. Також свого часу представляв інші міста Одеської області — Южне (2011—2013) і Овідіополь (2013—2015). Заснований 2000 року. У сезоні 2024/25 виступає у Другій Лізі чемпіонату України. Клубні кольори — червоно-білі.

## Історія
Команда заснована 2000 року в місті Одеса.
У різні роки мала назви:
- «Лімед Покровське» (Одеса) (2000),
- «Реал Покровське — Лілія» (Одеса) (2001–2002),
- «Реал Покровське» (Одеса) (2003–2004),
- «Реал-Фарм» (Одеса) (2005–2011)
- «Реал Фарм» (Южне) (2011–2013)
- «Реал Фарма» (Овідіополь) (2013–2015)
- «Реал Фарма» (Одеса) (з 2015)

До березня 2011 року команда представляла Одесу та мала статус аматорського клубу. У березні 2011 року зареєстровано професіональний футбольний клуб «Реал Фарм», що представляє місто Южне. З назви клубу при реєстрації зник дефіс. 2013 року змінив назву на «Реал Фарма» і переїхав до Овідіополя.
27 квітня 2011 року домашнім матчем із миколаївським «Торпедо» (1:2) команда дебютувала в чемпіонаті України серед аматорських колективів.
20 червня 2011 року рішенням Центральної Ради ПФЛ команді надано професіональний статус і в сезоні 2011/12 «Реал Фарм» дебютував у другій лізі. 16 липня 2011 року команда провела перший матч на професійному рівні: у матчі першого попереднього етапу Кубка України команда програла «Сталі» з Дніпродзержинська 2:5. Перший «професійний» гол команди на рахунку Володимира Королькова.
У зимовій першості Одеси сезону 2012/2013 клуб був представлений двома командами та обидві команди завоювали медалі, причому «Реал-Фарм-2» посів перше місце, а «Реал-Фарм» — третє
З середини сезону 2012/13 команда фактично переїжджає в селище Овідіополь та дограє свій другий сезон у другій лізі на стадіоні «Дністер» ім. В. Дукова. З нового сезону 2013/14 команда стартує під назвою «Реал Фарма», представляючи смт Овідіополь, Одеської області.
На початку 2015 року «Реал Фарма», продовжуючи мати фактичну овідіопольську прописку, проводить домашні матчі на стадіоні «Іван» у м. Одеса.
Із червня 2015 року клуб офіційно знову представляє Одесу.

## Статистика виступів
| Сезон   | Ліга      | Місце   | І  | В  | Н | П  | ГЗ | ГП | О  | Кубок України | Примітки |
| ------- | --------- | ------- | -- | -- | - | -- | -- | -- | -- | ------------- | -------- |
| 2011-12 | Друга «A» | 7 з 14  | 26 | 9  | 6 | 11 | 28 | 41 | 33 | 1/64 фіналу   |          |
| 2012-13 | Друга «A» | 6 з 11  | 20 | 8  | 6 | 6  | 23 | 25 | 30 | 1/64 фіналу   |          |
| 2012-13 | Друга «1» | 6 з 6   | 30 | 9  | 9 | 12 | 35 | 49 | 36 | 1/64 фіналу   |          |
| 2013-14 | Друга     | 11 з 19 | 36 | 14 | 5 | 17 | 30 | 57 | 47 | 1/32 фіналу   |          |
| 2014-15 | Друга     | 4 з 10  | 27 | 11 | 9 | 7  | 40 | 29 | 42 | 1/16 фіналу   |          |
| 2015-16 | Друга     | 7 з 14  | 26 | 12 | 5 | 9  | 31 | 29 | 41 | 1/32 фіналу   |          |
| 2016-17 | Друга     | 5 з 17  | 32 | 16 | 9 | 7  | 50 | 31 | 57 | 1/16 фіналу   |          |
| 2017-18 | Друга «Б» | 6 з 12  | 33 | 15 | 7 | 11 | 54 | 40 | 52 | 1/64 фіналу   |          |
| 2018-19 | Друга «Б» | 8 з 10  | 27 | 5  | 8 | 14 | 23 | 50 | 23 | 1/64 фіналу   |          |
| 2019-20 | Друга «Б» | 9 з 11  | 20 | 4  | 4 | 12 | 10 | 38 | 16 | 1/64 фіналу   |          |
| 2020-21 | Друга «Б» | 10 з 13 | 22 | 5  | 3 | 14 | 13 | 40 | 18 | 1/64 фіналу   |          |
| 2021-22 | Друга «Б» | 14 з 16 | 20 | 4  | 2 | 14 | 22 | 49 | 14 | 1/64 фіналу   | [8][9]   |
| 2022-23 | Друга     | 6 з 10  | 18 | 9  | 3 | 6  | 27 | 23 | 30 | не проводився |          |
| 2023-24 | Друга     | 12 з 15 | 26 | 5  | 4 | 17 | 17 | 51 | 19 | 1/64 фіналу   |          |
| 2024-25 | Друга «А» | 10 з 10 | 18 | 2  | 3 | 13 | 9  | 40 | 9  | 1/64 фіналу   |          |

## Досягнення
- Чемпіон Одеси (1): 2006
- Срібний призер чемпіонату Одеси (2): 2004, 2010
- Бронзовий призер чемпіонату Одеси (1): 2007
- Володар Кубка Одеси (1): 2009
- Переможець зимової першості Одеси (4): 2009, 2010, 2011, 2013
- Срібний призер зимової першості Одеси (1): 2005
- Бронзовий призер зимової першості Одеси (3): 2007, 2008, 2013

## Головні тренери
- Микола Лиховидов (2000)
- Микола Лиховидов і Сергій Іриченко (2001—2003)
- Василь Мокан (2004—2005)
- Олександр Бондаренко та Микола Лиховидов (2006)
- Олександр Бондаренко (2007—2008)
- Микола Лиховидов (2009—2012)
- Ігор Корнієць (2013—2014)
- Владислав Зубков (2014—2016)
- Олександр Бондаренко (2016)
- Микола Лиховидов (2016—2017)
- Андрій Коваленко (з 2017)

## Склад команди
Станом на 3 квітня 2025  року відповідно до офіційної заявки на сайті ПФЛ
| №  | Поз. | Нац.    | Гравець               |
| -- | ---- | ------- | --------------------- |
| 1  | ВР   | Україна | Максим Подгородецький |
| 12 | ВР   | Україна | Олексій Друі          |
| 4  | ЗХ   | Україна | Олександр Мулик       |
| 13 | ЗХ   | Україна | Валерій Гайваненко    |
| 14 | ЗХ   | Україна | Едуард Шихалєєв       |
| 18 | ЗХ   | Україна | Артем Завгородній     |
| 22 | ЗХ   | Україна | Дмитро Сорочан        |
| 24 | ЗХ   | Україна | Ілля Чернов           |
| 27 | ЗХ   | Україна | Денис Кур'яков        |
| 33 | ЗХ   | Україна | Нікіта Щербак         |
| 78 | ЗХ   | Україна | Максим Щекотилін      |
| 99 | ЗХ   | Україна | Олександр Гриневич    |
| 2  | ПЗ   | Україна | Артем Пінакі          |

| №  | Поз. | Нац.    | Гравець                    |
| -- | ---- | ------- | -------------------------- |
| 5  | ПЗ   | Україна | Владислав Мотичак          |
| 6  | ПЗ   | Україна | Евгеній Варбан             |
| 7  | ПЗ   | Україна | Микола Лиховидов           |
| 9  | ПЗ   | Україна | Дмитро Товстолуг           |
| 10 | ПЗ   | Україна | Владислав Хоренженко       |
| 15 | ПЗ   | Україна | Олексій Скрипнік           |
| 16 | ПЗ   | Україна | Єгор Третьяков             |
| 19 | ПЗ   | Україна | Владислав Комуніцький      |
| 20 | ПЗ   | Україна | Олександр Фабер            |
| 25 | ПЗ   | Україна | Артем Тихий                |
| 44 | ПЗ   | Україна | Максим Марченко            |
| 77 | ПЗ   | Україна | Андрій Лиховидов (капітан) |
| 11 | НП   | Україна | Андрій Золкін              |

## Логотип

Логотип «Реал Фарм»
у 2011—2013 роках

Логотип «Реал Фарми»
у 2013—2015 роках

Логотип «Реал Фарми»
у 2015—2017 роках

З 2011 року у «Реал Фарма» вже була емблема не схожа на жодну з професійних футбольних клубів України.
У червні 2013 року, при підготовці до нового сезону в другій лізі чемпіонату України, назріла необхідність у створенні нової емблеми. Кардинальної зміни клубної символіки керівництво клубу не планувало. Первісна ідея полягала лише в тому, щоб привести логотип до клубних кольорів — білого та червоного і додати в кінці букву «а» у зв'язку з невеликим перейменуванням.
Однак згодом ідея трансформувалася і соціальній мережі «ВКонтакті» був оголошений конкурс, де будь-який уболівальник міг надати свій варіант логотипу. Внаслідок керівництвом був схвалений та затверджений з доробками варіант вболівальника Романа Джоли з Чернігова.
Основна форма, на якій побудована нова емблема, залишилася колишньою — коло, що символізує загальне об'єднання, спрямоване на розвиток футбольного клубу.
З попередньої емблеми «Реал Фарма» був перенесений вигляд футболіста, що б'є по м'ячу — як символ руху вперед. Вказано рік створення професійного футбольного клубу — 2010. Колірна гамма логотипу доповнена синім кольором.
Під час затвердження емблеми був прийнятий до уваги той факт, що клуб цілком на футбольній карті України представлятиме Овідіопольський район, тому зверху логотипу клубу був доданий герб району, який представляє з себе щит, скошений ліворуч срібною хвилястою пов'язкою. У верхньому лазуровому полі — золотий козацький хрест, в нижньому золотому — пурпурова амфора, що призначалася для зберігання вина і зерна в символізує вічне благополуччя та родючість Овідіопольського краю. Щит увінчано золотою територіальною короною, а зелена виноградна лоза з чотирма гронами обвиває його навколо. Під щитом стрічка у вигляді українського рушника з вишивкою геометричного Нижньодністровського стилю хрестиком традиційного червоно-чорного обрамлення, на якій вишитий девіз українською мовою: «ДОЛЯ ДОПОМАГАЄ СМІЛІВІМ» («FORTES FORTUNA ADIUVAT» — цитата з твору Публія Овідія Назона «Метаморфози»). Золотий хрест означає «хрест соборності». Виноградна лоза — знак єдності та згоди, символ південного краю, виноградарства та виноробства.
Влітку 2015 року команда переїхала до Одеси і на гербі клубу герб Овідіопольського району був замінений на герб Одеси.

## Відомі гравці
- Олександр Бредіс
- Олександр Бондаренко
- Сергій Костюк
- Василь Мокан
- Олег Кошелюк
- Олександр Пінчук
- Володимир Гапон
- В'ячеслав Єремєєв
- Ігор Печений
- Владислав Орлов
- Андрій Лозовський
- Олександр Грановський
- Юрій Сак
- Геннадій Щекотілін
- Володимир Мельниченко
- Юрій Нікітенко

## Цікаві факти
- Команда виграла фінальний матч зимової першості Одеси 5 березня 2011 року, а рівно 100 років тому, день у день — 20 лютого (5 березня) 1911 року стартував перший в історії Одеси чемпіонат міста з футболу.